# Cabeza trofeo
Una cabeza trofeo es un cráneo humano que ha sido separado del cuerpo y modificado para exhibirse. Por lo general, la modificación del cuerpo incluye la perforación del hueso frontal del cráneo, la preparación del tejido blando que lo rodea y el cierre de los labios y párpados. Una vez preparadas, las cabezas podía ser exhibidas como parte del atuendo o alrededor de una edificación o recinto. Se han encontrado cabezas trofeo arqueológicas en Costa Rica, Ecuador, España, Panamá y Perú.
Las cabezas trofeo se han comparado con las cabezas reducidas de los pueblos shuar (jíbaros) de la Amazonía de Ecuador y Perú. 

## En las Américas

### Estudios arqueológicos

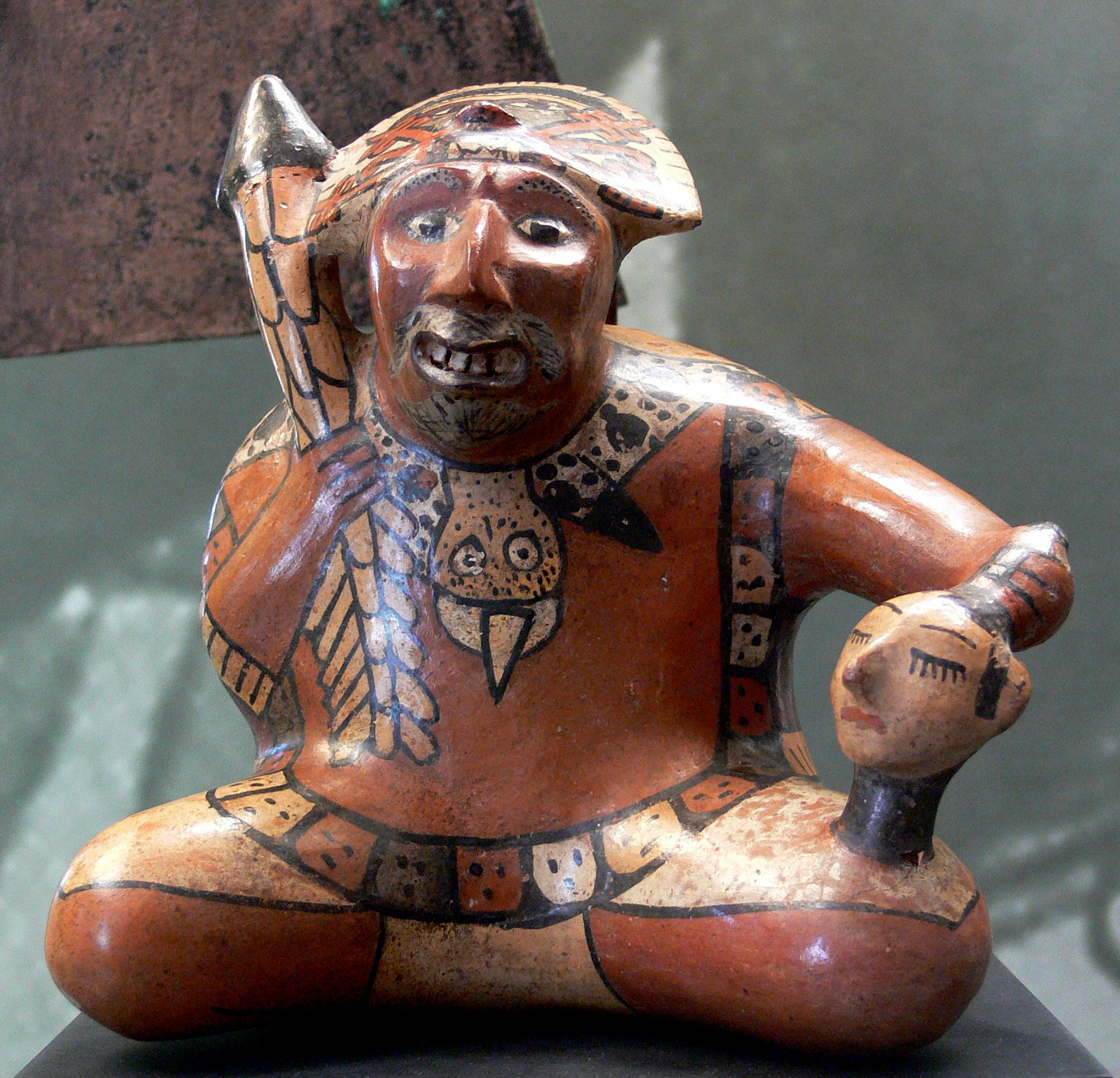
Cerámica nazca con representación de guerrero sujetando una cabeza trofeo, Museum zu Allerheiligen en Schaffhausen, Suiza.

Se han estudiado más de 150 cabezas trofeo de la cultura Nazca en Perú, vigente del siglo I d. C. al s. VII d. C.. La mayor parte de las cabezas trofeo corresponden a hombres jóvenes y adultos, aunque existen de mujeres.
Se han encontrado también 31 cabezas trofeo de la cultura Wari en el sitio Conchopata, un complejo arqueológico situado en los suburbios de la ciudad de Ayacucho, en el Perú. El 42 % de las mismas tenía evidencia de trauma craneal. Se ha sugerido que la captura y fabricación de cabezas trofeo en esta cultura sirvió a la legitimación de la autoridad.

### Estudios etnohistóricos y etnográficos
Los pueblos shuar (jíbaros), cuyo ámbito geográfico se extiende desde el pongo de Manseriche y la cuenca del río Pastaza y Marañón en la región de Amazonas en Perú hasta los Andes del Ecuador, utilizan cabezas reducidas como trofeo. En las cabezas reducidas, a diferencia de las cabezas trofeo, las partes óseas han sido retiradas. No obstante, el cierre de los labios se presentan en ambos tipos de cabezas modificadas.